# Синдіївка
Синдіївка (рос. Синдеевка) — присілок в Біловському районі Курської області Російської Федерації.
Населення становить 40 осіб. Входить до складу муніципального утворення Біловська сільрада.

## Історія
Населений пункт розташований на території українського етнічного та культурного краю Східна Слобожанщина.
Від 2004 року входить до складу муніципального утворення Біловська сільрада.

## Населення
| 2002 | 2010 |
| ---- | ---- |
| 70   | ↘40  |